# Fliegerhorst Eschwege
Der Fliegerhorst Eschwege war eine im Zuge der Aufrüstung im Dritten Reich 1935/36 gebaute militärische Einrichtung der Luftwaffe der Wehrmacht bei der nordhessischen Stadt Eschwege. Das Areal wird heute als Gewerbegebiet genutzt, wird von Einheimischen aber noch immer „Flugplatz“ genannt. Die Anlage ist nicht zu verwechseln mit dem Segelfluggelände Stauffenbühl, das nach dem Krieg südlich von Eschwege für Segelflieger eingerichtet wurde.

## Geschichte

### Bau
Als das NS-Regime, zunächst noch im Geheimen, mit dem Aufbau einer Luftwaffe begann und das Reichsluftfahrtministerium erste Standorterkundungen in Hessen durchführte, setzte die Stadtverwaltung alles daran, eine Luftwaffengarnison zu erhalten und damit der örtlichen Wirtschaft Auftrieb zu geben. Dabei unterstützte die Stadt die Luftwaffe auch aktiv bei der Grundstücksbeschaffung. Der als Flugfeld vorgesehene und eher wenig produktive „Hirtenrasen“ an der Werra war kein Problem, aber man benötigte zusätzliches Gelände unmittelbar daneben für die Kasernen und Werkstattgebäude. Dies bewerkstelligte man, indem man das benachbarte Dorf Niederhone nach Eschwege eingemeinden ließ, landwirtschaftliche Flächen der dortigen Staatsdomäne dem Besitzer der benötigten Grundstücke, dem Landwirt Bierschenk, als Ausgleich übereignete und die Domäne dann ganz auflöste.
Der Bau begann am 1. Oktober 1935, und bereits sechs Monate später waren die Arbeiten so weit fortgeschritten, dass der Fliegerhorst am 30. März 1936 offiziell eröffnet werden konnte. Die Anlage des Platzes war bestimmt durch seine Lage zwischen den Flüssen Werra und Wehre sowie den unmittelbar südlich in Ost-West-Richtung verlaufenden Trassen von Bahn und Straße. Dies erklärt den für Luftwaffen-Verhältnisse ungewöhnlich kompakten Komplex von Kaserne und technischem Bereich.
Die unbefestigte Start- und Landebahn hatte eine Länge von ca. 1100 m und eine Ausrichtung von 34 bzw. 214°. Die Achskoordinaten waren im Nordwesten 51.204784° N und 10.0212050° O, im Südosten 51.199366° N und 10.034444° O.

### Nutzung 1937–1945
Im Herbst 1936 begann der Aufbau des Luftparks Eschwege. Am 15. März 1937 wurde in Eschwege die II. Gruppe des Kampfgeschwaders 254 aufgestellt. Die Gruppe blieb bis zum 1. April 1938 und verlegte dann nach Gießen und am 1. November 1938 nach Gütersloh. Der nächste fliegende Verband in Eschwege war die Aufklärungsgruppe (H) 23 des Aufklärungsgeschwaders 13, die mit Hs 126-Hochdeckern, anfangs auch noch mit den veralteten He 45 und He-46 ausgerüstet war. Aufgestellt wurden zunächst die 1. und 2. Staffel, wobei der Kern der neuen Staffeln aus Großenhain stammte; die 3. Staffel folgte ab Januar 1939. Die Gruppe verließ Eschwege am 26. August 1939, um im wenige Tage später beginnenden Überfall auf Polen bei der Luftflotte 3 eingesetzt zu werden. Von November 1939 bis Januar 1940 war die II. Gruppe des Kampfgeschwaders 1 mit ihren Bombern vom Typ Heinkel He 111H hier stationiert.
Gleichzeitig mit den Luftwaffeneinheiten hatte auch die NSFK-Gruppe 8 (Mitte) unter Leitung von Elmar von Eschwege ihr Hauptquartier auf dem Platz.

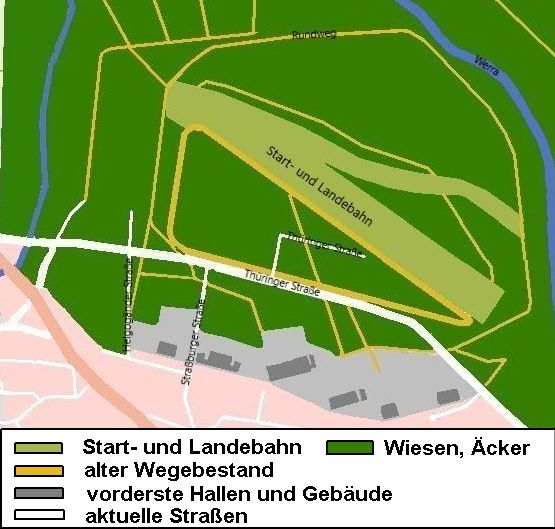

Der Luftpark als solcher wurde 1939 als Feldluftpark 3/XII an die Front verlegt. In Eschwege verblieb während des Krieges eine Luftwaffen-Feldwerft-Ersatz-Abteilung, wobei ein Teil des Fliegerhorsts der Firma AGO Flugzeugwerke für die Feldwerft zur Verfügung gestellt wurde. Die Firma betrieb auf dem Gelände des Fliegerhorsts ein Lager für bis zu 185 Zwangsarbeiter. Ein anderer Teil der Anlage diente als Fernmeldegerät-Sammel- und -Zerlegstelle für die Luftgaukommandos XII und XIII.
Erst Ende März 1945 kamen mit dem Stab und Teilen der 1., 2. und 3. Staffel der Nachtschlachtgruppe 2 mit ihren Ju 87 D wieder Kampfeinheiten der Luftwaffe nach Eschwege.
Im Laufe des Krieges war der Fliegerhorst Eschwege mehrfach Ziel von Luftangriffen, aber der angerichtete Schaden hielt sich in Grenzen. Ein erster britischer Bombenangriff fand in der Nacht vom 18. auf den 19. Juli 1940 statt. Am 19. April 1944 flogen 56 amerikanische B 17 „Flying Fortress“ von Norden her über Göttingen einen Angriff auf den Fliegerhorst und die Flugzeugwerft; sie wurden über Fretterode, rund 15 km nördlich von Eschwege, von deutschen Jagdflugzeugen angegriffen und verloren fünf Flugzeuge und 48 Tote bzw. Vermisste. Bei einem erneuten Angriff am 28. September 1944 verlor die USAAF 30 Bomber. Am 22. Februar 1945 fand ein letzter Luftangriff auf den Fliegerhorst und das Bahnhofsgelände von Eschwege statt.
Auch das Nationalsozialistische Fliegerkorps war hier mit dem Stabsgebäude der Gruppe 8 in der Niederhoner Straße 44 vertreten. Ab ca. 1943 wurde hier eine Segelflugübungsstelle betrieben. Die Segelflugschulung fand im nordöstlichen Teil des Flugfeldes statt. Der Windenstart wurde hier neuerdings schwerpunktgefesselt durchgeführt.

### Nutzung durch die USAAF 1945

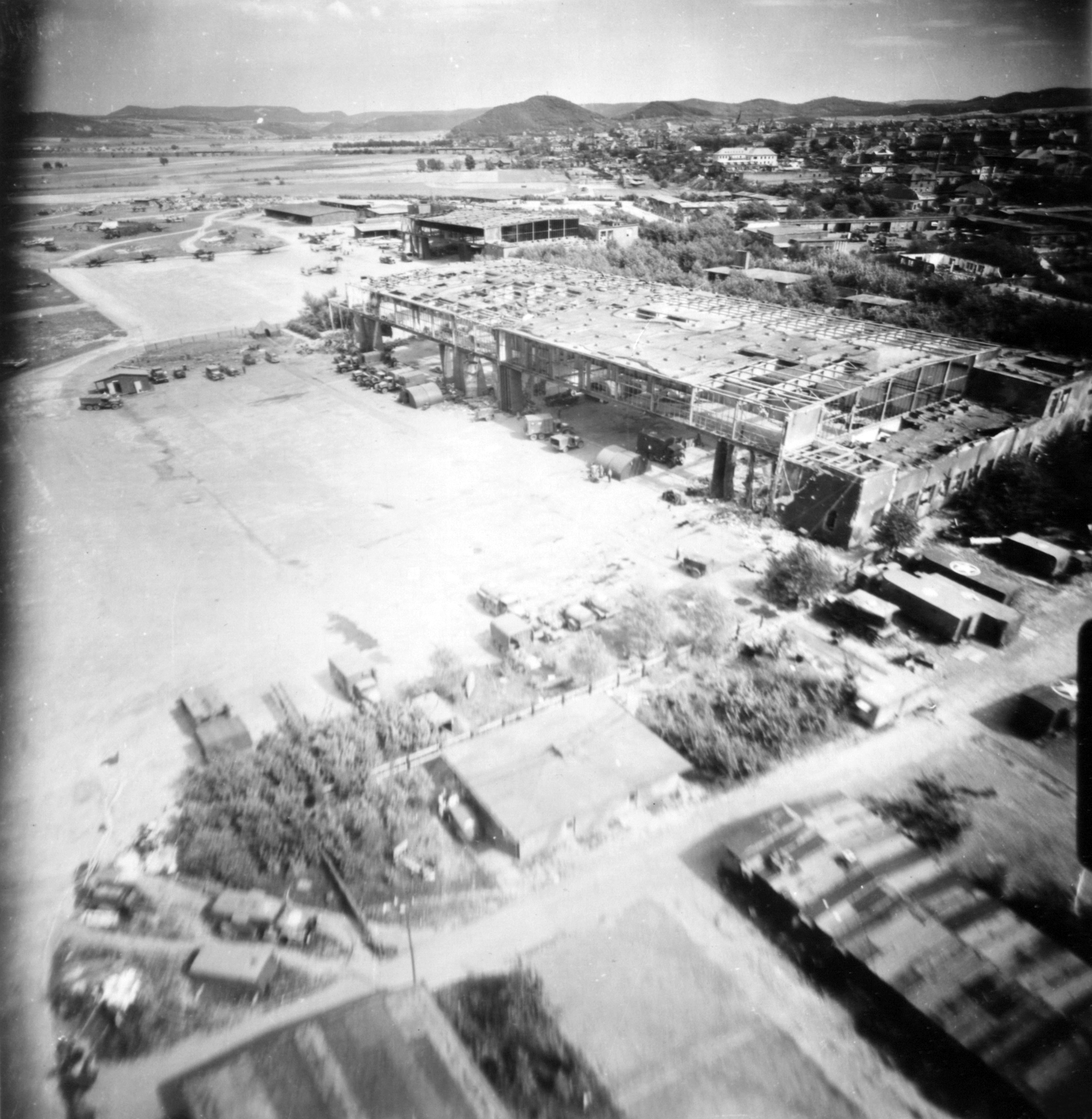
Fliegerhorst Eschwege im Frühjahr 1945. Am Boden KFZ der US-Truppen. Im Hintergrund amerikanische P-38 Jäger, die von hier aus operierten.

Am 3. April 1945, dem Dienstag nach Ostern, besetzten amerikanischen Truppen den Platz. Am 6. April begann das IX Engineering Command der 825th Engineering Aviation Brigade mit der Beseitigung von Landminen und Trümmern, und schon am 7. April wurde das Flugfeld als für Kampfflugzeuge einsatzfertig gemeldet. Der Platz erhielt die Bezeichnung Advanced Landing Ground ALG R-11 Eschwege Vom 10. April bis zum 21. September 1945 war er von Teilen der 67. Tactical Reconnaissance Group sowie der 10. Reconnaissance Group mit P-38 Lightning und P-51 Mustang belegt. Danach wurde er bis Ende 1945 vom Air Technical Service Command der USAAF zum Abrüsten und Abwracken von Maschinen und Material der Luftwaffe genutzt.

### DP-Lager 1946–1949
Nach dem Abzug der amerikanischen Truppen wurde auf dem einstigen Fliegerhorst im Januar 1946 ein DP-Lager eingerichtet für durch die Nazizeit entwurzelte Menschen („Displaced Persons“), vor allem für Juden. Die Aufsicht wurde der United Nations Relief and Rehabilitation Administration (UNRRA) übertragen. „Auf dem Areal des Camps gab es 3  Kibbuzim. Diese ländlichen Kollektivsiedlungen verstanden sich als Übergangs- und Trainings-Gemeinschaften, für die Aussiedlung und den Neubeginn in Palästina“. Andere Ausreiseziele waren Großbritannien, Kanada, Australien, Südamerika oder die USA.

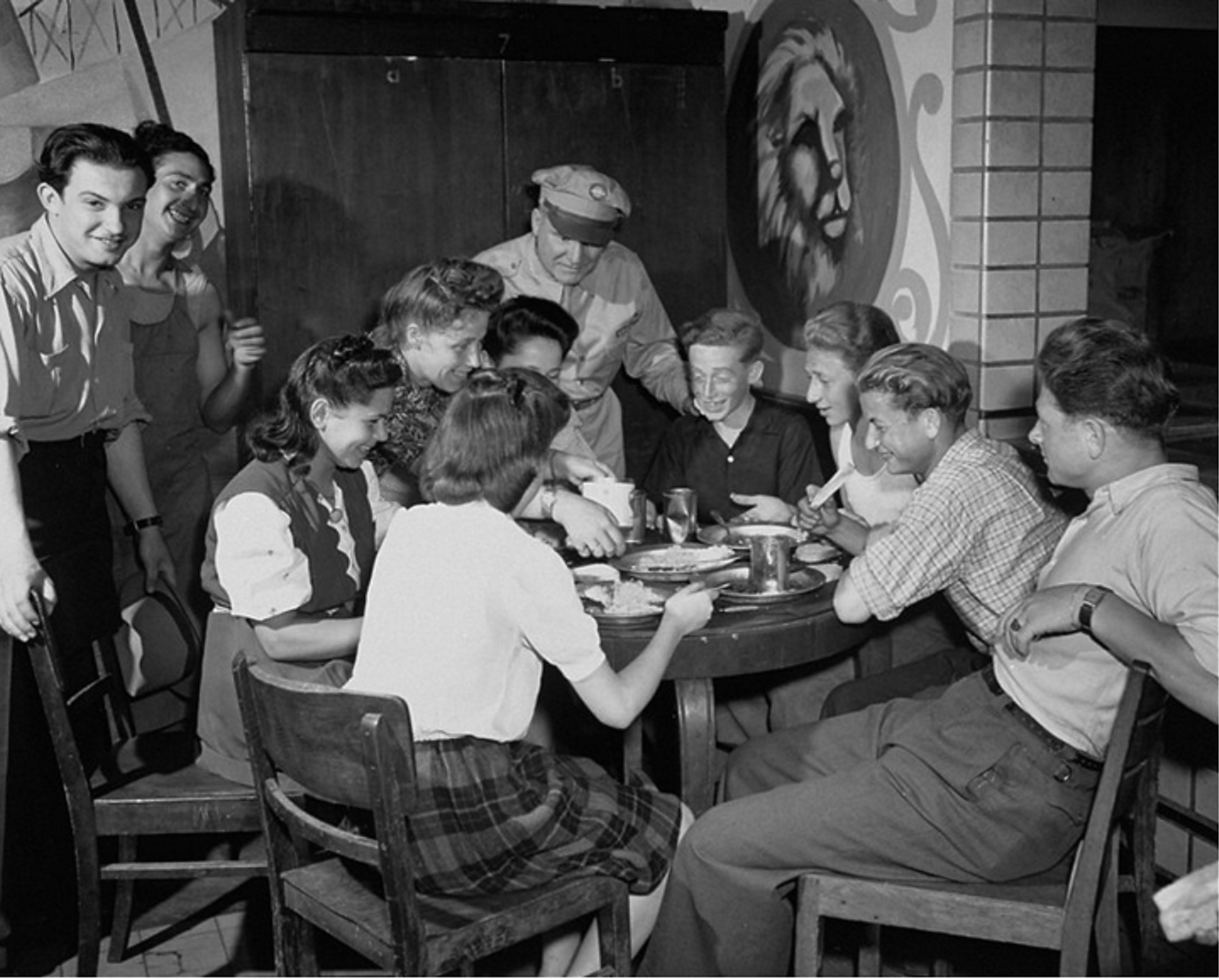
UNRRA-Beamter besucht eine Gruppe junger Flüchtlinge. Eschwege Vertriebenenlager, 7. Juli 1946.

Anfangs lebten im Lager Eschwege etwa 1770 jüdische, und zumeist junge, Personen, die sich sehr schnell eine gut organisierte und vitale Gemeinde schufen, wie die Einrichtung im April 1947 eines Kindergarten mit 50 Kindern andeutet. Die Grundschule hatte zu diesem Zeitpunkt nur etwa 30 Schüler. Das religiöse Leben wurde in mehreren Synagogen gepflegt. Auch gab es eine Mikwe, ein rituelles Tauchbad. Zur religiösen und schulischen Bildung der Kinder gab es im Lager eine jüdische Grundschule (Talmud-Tora-Schule), einen Cheder zur Vorbereitung der Jungen auf ihre Bar Mizwa, eine Jeschiwa und eine „Bet Ya'akov“ religiöse Mädchenschule. Weiterhin gab es einen Sportclub, ein Kino, ein Auditorium mit 500 Sitzplätzen, eine Theatergruppe und eine Zeitung, Unsere Hoffnung. Von Mordechai Dunetz, einem der Initiatoren der Zeitung, existiert ein Video, in dem er erklärt, „wie improvisiert werden musste, um die jiddische zionistische Zeitung mit deutscher Ausrüstung und einer Presse, die lateinische Buchstaben verwendete, drucken zu können“. Die Staatsbibliothek zu Berlin konnte 2019 die ersten 25 Nummern der Lagerzeitung „Undzer hofenung“ erwerben.
Im Lager entstanden mehrere Kibbuzim, in denen sich sowohl junge als auch ältere Menschen mit Familien auf die Auswanderung nach Palästina vorbereiteten. Der Kibbuz für die älteren Lagerbewohner trug den Namen Laderech (zur Straße), während vier kleinere Kibbuzim für die jüngeren Lagerbewohner unter dem gemeinsamen Dach Lochamei Hagetaot (Kämpfer der Ghettos) firmierten. Der Name war kein Zufall, sondern verweist auf die Verbundenheit mit den Kämpfern im Warschauer Ghetto. In dem deren Andenken gewidmeten Haus der Ghettokämpfer im Kibbuz Lochamej haGeta’ot befindet sich heute eine umfangreiche und online zugängliche Foto- und Dokumentensammlung von ehemaligen DPs aus Eschwege.

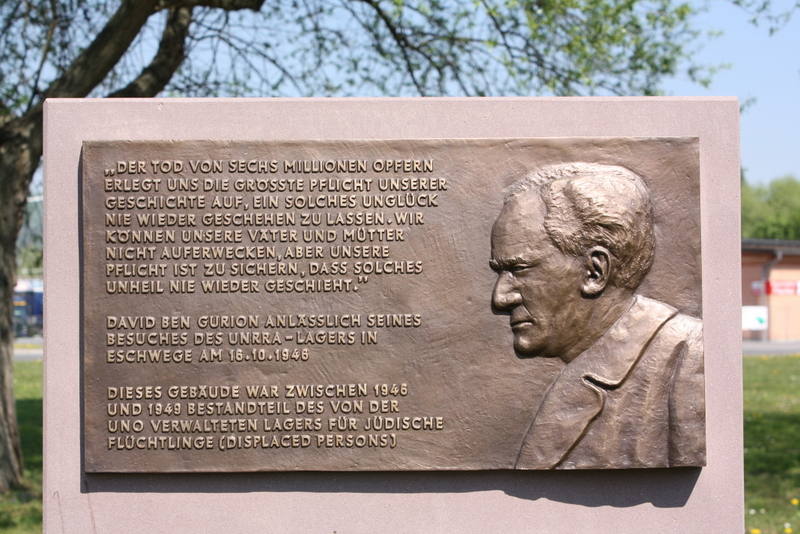
Denkmal vor dem Finanzamt in Eschwege zur Erinnerung an David Ben-Gurions Besuch im ehemaligen UNRRA-Lager

Einen wichtigen Anteil an der Ausbildung der Kibbuzniks, von denen viele dem Hashomer Hatzair angehörten, hatte die von der World ORT im Lager betriebene Berufsschule, die gegen Ende 1947 insgesamt 220 Schüler hatte und besondere Kurse für die Kibbuzniks durchführte. Ausbildungsfelder waren u. a. Elektrotechnik, Radiotechnik, Zahntechnik, Automobiltechnik und Schneiderei. Ein Waisenhaus für fast 300 Kinder im Alter von ein bis sechzehn Jahren, die meisten aus Polen, wurde im Schloss Wolfsbrunnen im nahen Schwebda eingerichtet. Auf dem Höhepunkt seiner Belegung, am 19. Oktober 1946, befanden sich 3355 Juden im Lager Eschwege. Es wurde am 26. April 1949 geschlossen.
Am 16. Oktober 1946 besuchte David Ben-Gurion, der damalige Vorsitzende der Jewish Agency for Israel und spätere Premierminister von Israel, bei seiner zweiten Reise durch die deutschen DP-Lager auch das Lager in Eschwege. An diesen Besuch erinnert seit 2012 eine Gedenktafel vor dem heutigen Eschweger Finanzamt. Das Denkmal wurde von der Künstlerin Ruth Lahrmann im Auftrag der Stadt Eschwege geschaffen.

### Zivile Nutzung 1949 bis heute
Die technischen Bereiche wurden nach der Schließung des DP-Lagers in ein Industrie- und Gewerbegelände umgewandelt. Lediglich eine kleine amerikanische Einheit, die im rund 20 km weiter südlich gelegenen Altefeld eine Funkaufklärungsstation betrieb, nutzte noch in den 1950er Jahren einen kleinen Bereich des ehemaligen Fliegerhorstes.
Die ehemaligen Unterkünfte sind heute Wohnungen, und das ehemalige Stabsgebäude beherbergt heute das Finanzamt. Der größte Teil des ehemaligen Fliegerhorsts, einschließlich von Teilen des Flugfeldes auf dem einstigen „Hirtenrasen“, wird heute von mittelständischen Industrie-, Logistik- und Dienstleistungs-Unternehmen genutzt. Der restliche Teil des Flugfeldes und der Start- und Landebahn wird landwirtschaftlich oder zum Kiesabbau genutzt.